# Gabber (musique)
Pour les articles homonymes, voir Gabber.
Sous-genres
Speedcore,, terrorcore
Genres dérivés
Breakcore, Frenchcore, happy hardcore,,, mainstream hardcore, happy gabber, jumpstyle, hardstyle
Genres associés
Early hardcore
Le gabber est un genre de musique électronique et sous-genre du mouvement techno hardcore, lancé au début des années 1990, divisé en deux styles musicaux distincts. Le terme gabber (prononcé /'ɡæbər/ en anglais, ['xɑbər] en néerlandais) est dérivé du mot yiddish chaver, qui signifie « ami » ou « frère » aux Pays-Bas ; ce terme est pour la première fois utilisé par le producteur néerlandais Paul Elstak pour désigner à la fois le genre musical et ses auditeurs et producteurs. Le style, rétrospectivement appelé early hardcore, se développe en réaction à la sur-commercialisation de la musique dance, et s'inspire fortement de la new beat de Belgique et de la house originaire de New York et Francfort-sur-le-Main. À la fin des années 1990, le genre s'ancre dans la culture néerlandaise. Les titres sont distribués par des labels majeurs, de nombreuses émissions de télévision s'y consacrent, et des festivals comme Thunderdome attirent des dizaines de milliers d'auditeurs à chaque édition.
En 2002, à la suite d'un déclin significatif de la scène, le gabber renaît sous un nouveau style plus lent et plus agressif appelé mainstream hardcore, ou nu-style. Ce style se caractérise principalement par l'usage d'instruments électroniques, et se reconnaît principalement de par une ligne de kicks distordus et un tempo rapide. Le style fait également usage courant d'éléments rythmiques et percussifs, et d'échantillons sonores en particulier de parties vocales souvent issues de chansons d'autres genres musicaux. Les paroles tournent habituellement autour de thèmes sombres comme la violence et la drogue, ou politiques comme la rébellion et l'anarchie, et se composent souvent d'insultes. Le mainstream hardcore est implanté dans de nombreux pays à travers le monde, dont les localisations clés incluent les Pays-Bas en majorité, et d'autres pays européens dont la Belgique, la Lettonie, l'Allemagne, la Pologne, la Russie, la France, la République tchèque, la Grèce et l'Italie.

## Histoire

### Origines

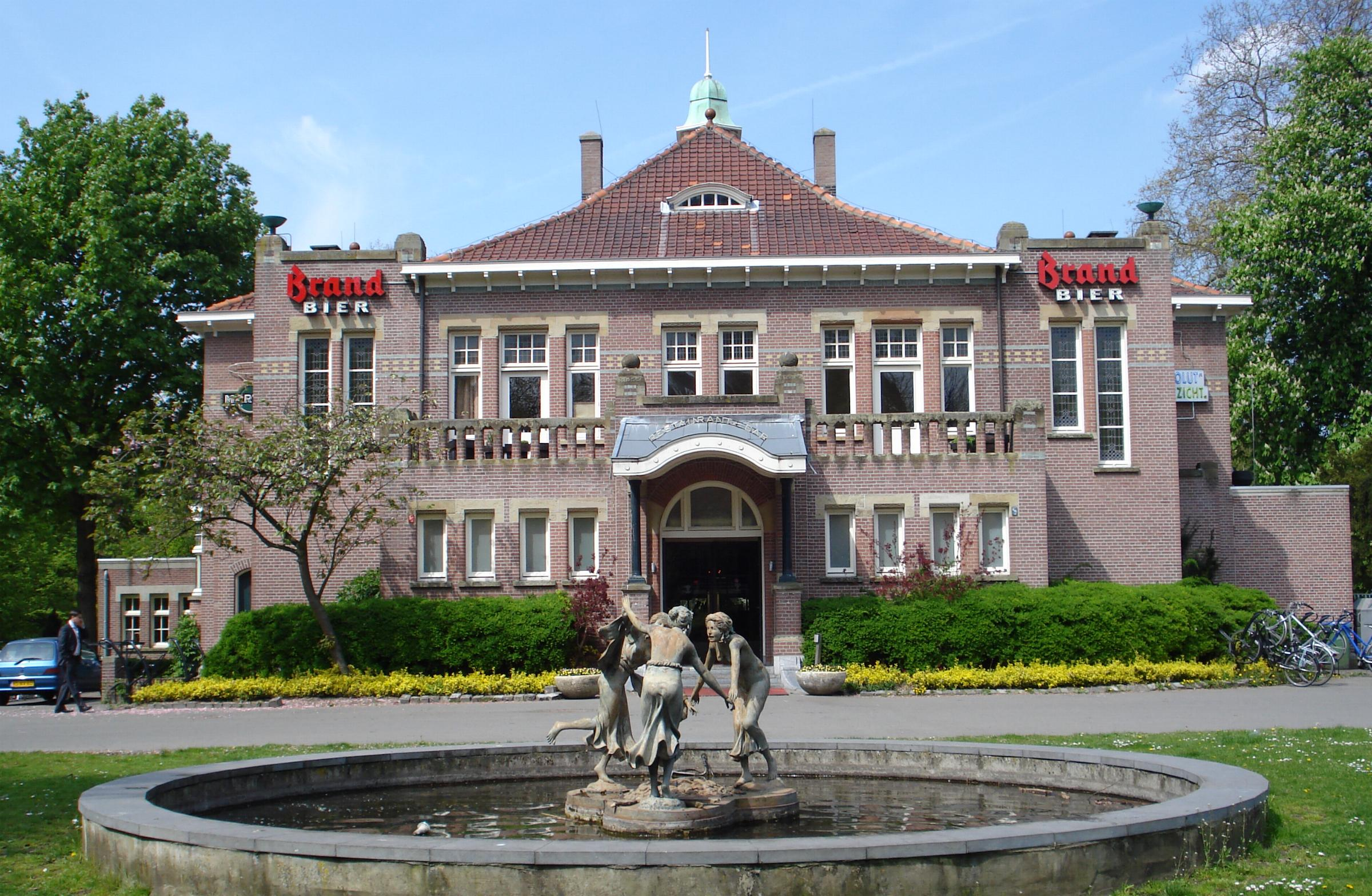
Le Parkzicht, boîte de nuit située à Rotterdam, aux Pays-Bas.

Les origines culturelles sont retracées au début des années 1990 aux Pays-Bas ; les prémices du genre sont retracées tout à la fin des années 1980 en Belgique, au sein de la scène new beat avec comme titres Doughnut Dollies de HNO3 et I Sit on Acid de Lords of Acid (1988)[réf. nécessaire], et aux États-Unis, en 1991 à la création du label discographique Industrial Strength Records, le tout premier au monde à sortir des morceaux officiellement catégorisés techno hardcore, par le producteur et disc jockey américain Lenny Dee, bien que le label allemand Planet Core Productions ait sorti le tout premier morceau du genre. Lenny Dee est par la suite considéré par les fans et les médias comme le créateur des genres hardcore, gabber et speedcore. Le terme de « gabber » est initialement utilisé par le producteur néerlandais Paul Elstak pour décrire cette scène, à cette époque émergente, dans sa globalité. Le terme est dérivé du mot yiddish chaver qui signifie « ami », « pote » ou « frère ». Cependant, le jargon amstellodamois du genre, « gabberhouse », également d'usage, s'inspire du DJ Ardy « Hardy » Beesemer,,. La chanson We Have Arrived de Mescalinum United est considérée par la presse spécialisée comme la toute première chanson gabber connue,, et le disquaire Mid-Town dans le Nieuwe Binnenweg de Rotterdam occupe une place significative dans la popularisation locale du genre.
Les origines stylistiques du gabber font débat, cependant. Certains attribuent ses origines à des disc jockeys américains qui jouaient des compositions stylistiquement similaires lors de soirées à Rotterdam, laissant supposer une origine américaine de ces sonorités, style parfois qualifié de « hard house », voire « UK hard house », afin de le distinguer de ce qui deviendra le « hardcore house » spécifiquement néerlandais. l'origine est à chercher en Belgique, au sein de la scène new beat. En cette période, la scène rotterdamoise est à la recherche d'un style propre, s'opposant à la scène amstellodamoise. Les médias s'intéressant à la scène house néerlandaise se focalisent uniquement sur Amsterdam, ville dans laquelle l'acid house est très populaire. Au Parkzicht, boîte de nuit locale ouverte en 1989, DJ Rob mixe régulièrement des compositions house, new beat, acid ou techno en provenance de Belgique, d'Italie, des États-Unis ou du Royaume-Uni,, qu'il accélère et dont il intensifie la ligne de basses. Le Parkzicht accueille alors des jeunes de toute la région, sans videur à la porte, ainsi qu'une jeune génération de DJs, dont Paul Elstak, The Dark Raver, d'abord comme strip-teaseur, ou DJ Gizmo. Toutefois, le style est encore perçu par les auditeurs comme trop dilué de sonorités « happy », pas assez hardcore, encore trop commercial et destiné à un jeune public. Petit à petit, la césure se fait, et house et hardcore house se distinguent clairement à cette époque. Vers 1991 ou 1992 se crée une inflexion franche du style hardcore house dont l'identité se structure. Finalement, le style se développe en réaction à la sur-commercialisation de la musique dance, et s'inspire principalement de la house originaire de New York et Francfort.
Les premiers groupes musicaux, ou compositeurs, revendiquant ce style particulier « hardcore house » se structurent et profitent de cette marque de fabrique pour véhiculer un message identitaire, via le tout nouveau label Rotterdam Records. En particulier, le groupe Euromasters, emmené par DJ Paul, fait paraître en 1991 le single Amsterdam, waar lech dat dan? / Rotterdam, éch wel (français : Amsterdam, putain c'est où ça ? / Rotterdam, c'est cool), affirmant par là la supériorité de la scène culturelle rotterdamoise par opposition à la scène amstellodamoise. En réaction à cette sortie, DJ KC the Funkaholic dénigre, lors d'une interview, cette musique et ses amateurs, déclarant que « c'est avant tout le barouf d'une catégorie d'une couche sociale, des groupes de jeunes qui, entre potes, veulent aller s'éclater un max entre eux pendant le weekend,. » Les Euromasters réagissent à cette déclaration en composant le titre Gabber zijn is geen schande! en français : « Y'a pas de mal à être gabber ! » Le mot gagne par la suite en popularité au sein de la scène hard house de Rotterdam et les fans se surnomment dès lors « les gabbers », ceci expliquant l'origine amstellodamoise du qualificatif d'une musique à l'origine rotterdamoise. Cependant, lors d'un entretien daté de 2015 avec DJ Distortion, du groupe Rotterdam Terror Corps, celui-ci explique que le terme a commencé à être mal perçu chez ceux/celles qui se revendiquaient comme gabbers car le genre était désormais lié aux publicités commerciales.

### Popularité et déclin

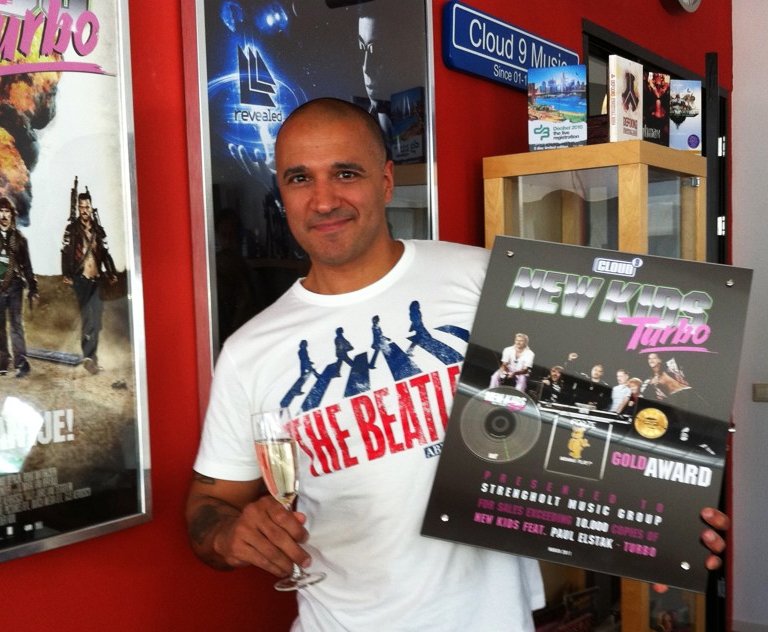
À la fin des années 1990, Paul Elstak est l'un des artistes qui marqueront la scission entre hardcore house et happy hardcore.

Au début des années 1990, la musique gabber se popularise dans tous les Pays-Bas et les raves parties atteignent une taille très importante rassemblant plusieurs dizaines de milliers de personnes pour les événements en salle, et plus d'une centaine de milliers pour les événements en plein air. United Dance Company d'une part, et ID&T d'autre part, entreprises événementielles néerlandaises, promeuvent fortement le genre musical et contribuent à son implantation au sein de la culture musicale néerlandaise. Pour ID&T, c'est en particulier grâce à l'organisation d'événements Thunderdome et aux compilations homonymes qui en découlent,. Un merchandising offensif, de nombreux produits dérivés, et des campagnes publicitaires soutenues permettent au style de prendre son essor. En parallèle, une branche plus commerciale appelée happy hardcore se développe à l'aide de compositeurs comme Scott Brown au Royaume-Uni et DJ Paul (sous son véritable nom Paul Elstak) aux Pays-Bas, et marque la scission de la scène initiale gabber en deux style musicaux distincts, hardcore house et happy hardcore. Par la suite, de nombreuses chansons du tout nouveau genre happy hardcore atteignent les classements musicaux comme Poing! de Rotterdam Termination Source, et Life Is Like a Dance et Luv U More de Paul Elstak.
Le gabber devient un phénomène de société et développe sa propre culture. En 1995, le style gabber assoit son ampleur grâce aux milliers de fans qui affluent régulièrement aux divers événements (Thunderdome, mais également Earthquake, A Nightmare In Rotterdam, Hellraiser) qui revendiquent le style hardcore. Une presse spécifique s'organise, avec des magazines néerlandais tels Strobe ou Thunder Magazine. Lors d'un documentaire diffusé en 1995, Rob Janssen explique que « le gabber ne consiste pas à se faire remarquer. » En 1997, 24 % des jeunes néerlandais de 14 à 19 ans privilégient l'écoute du gabber.
À la fin des années 1990, l'ambiance qui entoure le genre musical gabber se dégrade, des influences néofascistes se faisant sentir un peu partout en Europe, en Allemagne, en Pologne, aux Pays-Bas, en Lettonie, en Belgique, en Grèce, en Italie et dans le Midwest américain. Cependant, la majorité des amateurs du genre ne participent pas de ce mouvement, et les producteurs et artistes décident de combattre des relents racistes. Le style périclite bientôt ; moribond à la fin des années 1990, laissant une place plus importante au hardstyle, jusqu'à la nouvelle émergence du gabber dès l'année 2002. C'est le titre Intelligent Hardcore de Dark Raver et DJ Vince, sorti en 1997, qui est considéré comme étant le morceau fondateur du « new style ».

### Nu-style et uptempo
Le gabber connaît un regain de popularité en 2002, toutefois sous un nouveau style caractérisé par un tempo plus lent oscillant entre 160 et 185 BPM et une sonorité plus « dark » et industrialisée. Ces changements sont à l'origine de la césure sémantique entre ce qui va être qualifié de « oldschool hardcore » et la nouvelle génération du « mainstream hardcore ». Ce style est désigné sous les noms de « new style hardcore », « nu-style hardcore » ou « nu-style gabber » tandis que l'ancien son se trouve rebaptisé par rétronymie « early hardcore ». 
Cependant, la nouvelle rythmique ne fait pas l'unanimité auprès des puristes et certains d'entre eux en éprouvait un profond dégoût car, à leurs yeux, le nu-style n'était rien de plus que du early hardcore composé sous un autre angle, avec le même tempo lent et le même son, qu'ils considèrent comme la « musique pop du hardcore » et comme une « trahison ». Paradoxalement, ce nouveau style aide au développement de sous-genres déjà existants du gabber comme le terror et le speedcore. Les styles coexistent dès lors, et trouvent des publics parfois différents. Durant les soirées en boîte de nuit, les DJ sont parfois hués par un groupe et applaudis par un autre, selon le tempo et le style de musique diffusé. Ces comportements sont similaires à ceux qui avaient précédemment animés la rivalité et la haine mutuelle que se vouaient les amateurs de hardcore et de happy hardcore au milieu des années 1990.
Vers le milieu des années 2010, un nouveau style dérivé du gabber émerge concrètement sous le terme d'uptempo, en partie avec la création du label Partyraiser Records de Partyraiser, et du label belge Footworxx. Le terme est cité à de nombreuses reprises dans les revues de presse.
Un film-documentaire intitulé Hardcore Never Dies, retraçant la culture gabber des années 1990, sort le 9 novembre 2023 sur Amazon Prime,. Réalisé par le producteur et DJ néerlandais Jim Taihuttu, le film est récompensé d'un Golden Film Award.

## Caractéristiques
La totalité des artistes et compositeurs utilisent un ou plusieurs logiciels audio-numériques spécialisés dans la création musicale par ordinateur comme Cubase, FL Studio, Ableton Live, Logic, Nuendo, et Reason. Les thèmes se focalisent habituellement sur ceux de la violence, l'hédonisme, l'anarchie, la drogue, et autres thèmes sombres,. Peter Shapiro considère le early hardcore comme « le schisme entre jungle et hardcore, qui peut être caractérisé grâce à la distinction entre caisse claire et breakbeat. » Dans le early hardcore, la basse et la grosse caisse (kick) sont réglées au même niveau sonore et fusionnent dans un mouvement appelé « marteau-piqueur ».

## Mouvement

Le hakken, danse du mouvement gabber.

Peter Shapiro, dans son ouvrage intitulé Modulations : Une histoire de la musique électronique, explique que « l'interface entre drogue et technologie n'est plus ni l'ecstasy ni les amphétamines, mais n'importe quel cocktail pourvu qu'il soit aussi puissant que possible. » Cette association entre drogues et early hardcore est très tenace, et se retrouve dans les travaux de recherche d'universitaires ; selon Moelants, l'usage de drogue est « nécessaire » pour parvenir à suivre le rythme, prenant comme contre exemple le boogie-woogie qui, s'il a un rythme comparable, n'est pas dansé aussi rapidement. Pour beaucoup, le genre exprime une « frustration sociale » et, selon Shapiro, est également « la seule musique qui exprime ce désir sincère de franchir toutes les limites,. » Les gabbers possèdent leur propre style vestimentaire et look, parfois considéré comme inconventionnels chez certains, devenus stéréotypés au fil des décennies ; il se caractérise notamment par le port de baskets Nike Air Max, de bombers normaux ou en cuir, et par un crâne entièrement rasé chez la majeure partie des garçons,,. Les filles portent habituellement un débardeur et le crâne est rasé sur les côtés laissant paraître sur le dessus une queue de cheval,,. Selon Alberto Guerrini, gabber italien, « le principal problème avec les gabbers est que les gens les accusent d’être racistes, parce qu’ils ont le crâne rasé, qui est toujours associé aux skinheads. » Ces codes stylistiques sembleraient avoir puisé leur origine dans les mouvements néo-fascistes (Hollande et Flandres séparatistes) des années 1990,,.
Au début des années 2000 apparaît un type de danse, originaire des Pays-Bas, issue de la scène gabber. Cette danse, nommée « hakken » (ou hakkûh), est constituée de petits pas se succédant rapidement les uns aux autres au rythme du tempo et du kick. La partie inférieure du corps (en dessous de la ceinture) est la partie la plus importante de cette danse, bien que les mouvements des bras et du torse ne sont pas inhabituels. Un bon nombre d'auditeurs considéraient que cette danse était une marche raciste voire nazie, mais les danseurs clamaient haut et fort qu'il ne s'agissait que d'une danse inoffensive à l'image du style musical. Il n'en demeure pas moins que l'identité est marquée comme déviante ou décalée ; Wattie Buchan, le leader du groupe de punk hardcore The Exploited, qualifie même le gabber de « nouveau punk. »

## Événements

### Scènes initiales
Les tout premiers événements pré-gabber remontent en 1989 dans des soirées organisées au club néerlandais le Parkzicht, qui gagne par la suite la réputation de « club le plus hardcore de Rotterdam. » Après la création du style musical, initialement nommé « hardcore house » ou « gabberhouse », certains événements prendront place comme le tout premier Thunderdome organisé en 1992 par trois jeunes étudiants néerlandais — Irfan van Ewijk, Duncan Stutterheim et Theo Lelie — qui populariseront massivement la scène musicale gabber et fonderont ensuite leur propre label discographique ID&T et commercialiseront une série de compilations à succès avec plus de trois millions d'exemplaires vendus. D'autres événements notables incluent A Nightmare in Rotterdam, Danger Hardcore Team, Decibel Outdoor, Defqon.1, Dominator, Hellraiser, Masters of Hardcore, Megarave, Mystery Land, Qlimax, Rotterdam Terror Corps et Sensation Black.
Les festivals gabber, comme pour de nombreux autres festivals de musique électronique, attirent — à l'époque et actuellement — un public majoritairement jeune. Cependant, ils suscitent beaucoup de controverses touchant aussi bien les soirées elles-mêmes que l'opinion publique, notamment pendant les années 1990. À cette période, ces soirées deviennent synonyme de prises de drogue et autres substances illicites, se répandait rapidement parmi la jeune audience,, et de nombreuses soirées ont dû être annulées pour cause de tapage nocturne ou du fait qu'elles étaient mal perçues aux yeux de la société, comme notamment l'événement Thunderdome 2000.

### Scènes internationales
Au Royaume-Uni, un club mêlant techno, gabber et speedcore de 1994 à 1996 est fondé à Londres et nommé Dead by Dawn. Ce club est remarqué par la presse nationale dès la fin de ses activités. À Glasgow, ce sont des soirées early hardcore telles que Noisey qui dominent,. En Allemagne, le gabber émerge en 1994 en parallèle à Scooter, un groupe allemand orienté hardtrance ; dans la scène gabber, ce groupe est accusé de plagiat pour avoir repris des thèmes comme Always Hardcore de Neophyte, et I Like It Loud de Marshall Masters.
En France, le gabber se forge un public au milieu des années 1990, principalement à Paris, notamment grâce à G.T.I alias Gangstar Toons Industry (Atomic Compressor, DJ La Carotte et DJ Kirin), Guiz-Ohm, Manu le Malin, Psychiatrick Sound System, DJ Olive et Mazen « Boss » qui ramènent, fin 1992, les premiers labels néerlandais tels que Mokum Records, Rotterdam Records, et Terror Traxx. Au milieu des années 1990 des lieux comme Le Gibus, une salle de concerts à Paris, rue du Faubourg-du-Temple deviennent les lieux incontournables de la scène hardcore et gabber française avec les soirées Deadline de Mazen puis l'hebdomadaire Absolute Core avec les DJ résident Dr No aka Mister Poison et Kraft. À l'époque, les compilations Thunderdome se vendent bien à plus de 10 000 exemplaires ; mais les lois françaises ne permettaient pas d'organiser des raves à la hauteur des raves néerlandaises. Le gabber est souvent joué en soirée underground et free party. Cependant, durant cette période, le style musical reste controversé et souvent représenté par une minorité d'individus d'extrême droite, surnommés « gabberskins », qui se livrent à des violences et au hooliganisme notamment en Picardie et dans le Nord-Pas-de-Calais.  Un collectif nommé Casual Gabberz redonne même un nouveau souffle au genre depuis 2012 dans le pays.

### Artistes
Au début des années 1990, le early hardcore se popularise grâce à des artistes notables tels que Peter Paul Pigmans, Dov Elkabas, et Sebastian Hoff, et grâce aux séries des compilations Thunderdome. Cependant, depuis l'émergence du mainstream hardcore (nu-style) au début des années 2000, de nouveaux et anciens artistes ou groupes font leur apparition et marquent la nouvelle ère de la scène gabber. Paul Elstak contribue au mainstream hardcore en fondant le label Offensive Records. Depuis son passage dans les compilations Thunderdome, et avec la création du label The Third Movement, Sebastian Hoff mêle mainstream hardcore et industrial hardcore. Erwin van Kan, de son côté, adopte le style « artcore » sous les noms Myztic et Endorphin aux côtés de Ruffneck au label Gangsta Audiovisuals, puis le mainstream hardcore au début des années 2000. À cette période, Danny Masseling contribue également au nu-style, initialement sous le nom de scène Menace II Society avec son premier maxi Son of a Bitch E.P. en 2002 sous le label Bezerk Records, puis significativement sous le nom d'Angerfist, notamment les albums Pissin' Razorbladez (2006) et Retaliate (2011) qui connaîtront un succès important,,,.

## Postérité
Les médias hésitent entre deux positions, celle selon laquelle le gabber est un genre appartenant désormais au passé mais qui a laissé de nombreuses traces dans la production actuelle, et celle qui considère le gabber comme un genre qui se régénère. Pour ce premier point de vue, il est à considérer que de nombreux artistes samplent abondamment les pistes gabbers pour les intégrer dans leurs productions, comme Soulwax, Araab Muzik, Flosstradamus, Major Lazer, Club Cheval, De Staat et même Lady Gaga qui sample le titre Dominator de Human Resource. Dans cette même approche, on citera le groupe sud-africain de Die Antwoord, parfois qualifié de « post-gabber » ; les valeurs fondamentales de la culture zef, à laquelle ils se raccrochent, ne sont d'ailleurs pas très éloignées de celles de la culture gabber. Chez d'autres, comme Koudlam, la référence est moins claire, car si la critique associe son œuvre et la musique gabber,, l'artiste lui identifie davantage ses influences comme étant associées au jumpstyle.
De l'autre côté, certains artistes se revendiquent toujours comme gabbers, avec par exemple Angerfist, Korsakoff aux Pays-Bas, Meccano Twins, AniMe et leur label Hardcore Italia en Italie, et apportent un renouveau au son gabber. On assiste là toutefois à quelque controverse concernant le « vrai » son gabber, ou hardcore. Comme DJ Promo, il se trouve des pionniers pour regretter que le son gabber ne se soit trop « mainstreamisé », permettant de plaire à un public plus large et plus international.

## Genres dérivés
Au fil de son existence, le gabber s'est scindé, ou a développé et inspiré une multitude de sous-genres et genres dérivés musicaux. À la fin des années 1990, la dissolution progressive de la scène gabber (actuellement connue sous le terme de early hardcore) entraîne l'apparition du genre nouveau, le nu-style, au début des années 2000. Bien avant ce changement radical, la scène initiale gabber se scinde aux alentours de 1992 ou 1993 aux Pays-Bas ; tandis que la musique gabber rotterdamoise se démarque par une atmosphère musicale sombre et oppressante, un style déviant similaire et plus mélodieux appelé happy gabber émerge,. Dès lors, durant cette même période, deux sous-genres musicaux — le happy gabber néerlandais, et le happy hardcore britannique — coexistent mais se distinguent à peine, car tous deux sont, à quelques différences près, instrumentalement similaires,,. Toujours au début des années 1990, l'industrial hardcore, caractérisé par un tempo relativement lent (en moyenne 130 BPM) et d'un kicks lourdement distordus indirectement inspiré par celui du gabber, se développe mais n'acquiert que très peu de notoriété à cette période. Le genre ne se démarque qu'au début des années 2000 grâce à des artistes et groupes notoires tels que Nasenbluten, Sebastian Hoff, Manu le Malin, Laurent Hô et Ophidian.
Au milieu des années 1990, le genre breakcore se développe et fait usage de kicks distordus dérivés du gabber, de breaks et d'une large palette d'échantillons sonores joués à un tempo accéléré. Le magazine Vice compare le genre aux types de musiques utilisées lors d'interrogatoires au Camp de Guantánamo. Des exemples de musiciens du genre incluent Venetian Snares, Igorrr,,, Shitmat, Sickboy, DJ Scotch Egg, et Drop the Lime. Le speedcore, également lancé au milieu des années 1990, est un sous-genre directement dérivé du gabber et de la musique industrielle, principalement caractérisé par un tempo très rapide au-delà de 250 BPM mêlant kicks distordus gabber. Les premières chansons speedcore atteignent au minimum 250 BPM, tandis que les dernières, catégorisées sous les noms de splittercore ou extratone dépassent les 1 000 BPM. Des artistes et groupes notables du genre incluent notamment : Passenger of Shit, Gabba Front Berlin, M1dy,, Akira (Hong Kong Violence), Noisekick et Bonehead et Liza 'N' Eliaz. À la même période durant laquelle le gabber est à son pic de popularité aux Pays-Bas, le sous-genre terrorcore émerge en parallèle ; Christopher M. Moreman et Cory James Rushton citent, dans leur ouvrage Zombies Are Us: Essays on the Humanity of the Walking Dead, le terrorcore comme l'une des musiques sombres et rapides ayant émergé dans les années 1990 frappant les danseurs par son rythme effréné et complexe. Des artistes du genre incluent Delta 9 et Lenny Dee.
À la fin des années 1990, un autre genre dérivé du gabber, le jumpstyle, se développe. Ce genre mêle les mélodies dérivées de l'euro-trance et se caractérise par les kicks distordus (bondissants mais moins longs) du gabber, accompagnés d'échantillons sonores extraits de musiques de rave à un tempo lent oscillant entre 130 et 140 BPM. Des exemples du genre incluent le groupe allemand Scooter et Captain Ahab.
Le hardstyle, un genre directement associé au gabber, et partiellement à la hard trance, à la house et à la rave, se développe au début des années 2000. Le genre se caractérise par un kick distordu dérivé du gabber, un rythme plus percutant, et une basse généralement bondissante. Le genre émerge à la veille du déclin de la musique gabber. Lors d'une entrevue avec le magazine Vice, DJ Rob, fondateur de la musique gabber, répond que « le hardstyle a été créé par des vieux producteurs hardcore qui, il y a quelques années, avaient besoin de sons nouveaux et d’une évolution vers des styles de musique plus durs. Beaucoup d’influences de la house et de la scène rave ont aussi leur part dans le hardstyle. C’est plus commercial et c’est un genre maintenant important dans les festivals, l’argent est toujours là! »